# Цацхви
Цацхви (груз. ცაცხვი) — село в Грузии, на территории Зугдидского муниципалитета края (мхаре) Самегрело-Верхняя Сванетия.

## География
Село находится в западной части Грузии, к югу от реки Джуми, на расстоянии приблизительно 9 километров (по прямой) к юго-западу от города Зугдиди, административного центра муниципалитета. Абсолютная высота — 35 метров над уровнем моря.

## Население
По результатам официальной переписи населения 2014 года в Цацхви проживало 843 человека (389 мужчин и 454 женщины). В национальной структуре населения грузины составляли 99,6 %.
| Год  | Население, человек |
| ---- | ------------------ |
| 2002 | 1011               |
| 2014 | ↘ 843              |